# عمرو ألي
عمرو ألي (بالإنجليزية: Amr Aly)‏ هو لاعب كرة قدم أمريكي، ولد في 11 أغسطس 1962 في القاهرة في مصر. شارك مع منتخب الولايات المتحدة لكرة القدم. أما مع النوادي، فقد لعب مع لوس أنجلوس لايزرز ونيويورك كوسموس.

## وصلات خارجية
- عمرو ألي على موقع الاتحاد الدولي (مؤرشف)  (الإنجليزية)
- عمرو ألي على موقع أوليمبيديا (الإنجليزية)